# Rydaholms distrikt
Rydaholms distrikt är ett distrikt i Värnamo kommun och Jönköpings län. 
Distriktet ligger i sydöstra delen av kommunen.

## Tidigare administrativ tillhörighet
Distriktet inrättades 2016 och utgörs av socknen Rydaholm i Värnamo kommun.
Området motsvarar den omfattning Rydaholms församling hade vid årsskiftet 1999/2000.